# Holiday in Cambodia
«Holiday in Cambodia» es una canción de la banda estadounidense de punk rock Dead Kennedys. El disco fue lanzado como segundo sencillo del grupo en mayo de 1980 por Optional Music con "Police Truck" como cara B. La fotografía de la portada del sencillo fue tomada de la masacre de la Universidad de Thammasat en Tailandia, y muestra a un miembro de la multitud golpeando el cadáver ahorcado de un estudiante manifestante con una silla de metal.
La canción fue regrabada para el primer álbum de la banda, Fresh Fruit for Rotting Vegetales (1980); La grabación original de la canción, así como la cara B del sencillo, están disponibles en el álbum de rarezas Give Me Convenience or Give Me Death (1987).

## Composición
La canción fue escrita poco después de la dictadura genocida de los Jemeres Rojos, liderada por Pol Pot, que se estima que fue responsable de la muerte de aproximadamente una cuarta parte de la población camboyana entre 1975 y 1979. La letra es crítica con los estudiantes falsos en edad universitaria en el mundo occidental, contrastando su estilo de vida con el de aquellos bajo el régimen camboyano. El videoclip oficial muestra a soldados estadounidenses en helicópteros, algunos perseguidos por una multitud, bombardeos, incluidos bombardeos con napalm de La Fuerza Aérea Estadounidense, y personas quemadas con napalm, en referencia a la Operación Menú.
La regrabación de esta canción que aparece en Fresh Fruit for Rotting Vegetales es diferente de la versión individual, siendo cincuenta y cinco segundos más larga, a un tempo más alto y con una introducción extendida con influencia surfera, así como un puente extendido y solo de guitarra.

## Demanda judicial
En octubre de 1998, Jello Biafra fue demandado por tres exmiembros de Dead Kennedys, quienes afirmaron que les habían defraudado las regalías que se les debían. "La industria discográfica ha estado desviando las regalías que se les deben a los artistas desde el principio", según el guitarrista de Dead Kennedys, East Bay Ray. "Este caso no es diferente de los músicos de blues que fueron aprovechados en los años veinte y treinta... [N]o se puede negar que aquí fuimos las víctimas". Según Biafra, la demanda fue el resultado de su negativa a permitir que "Holiday in Camboya" se utilizara en un comercial de Levi's Dockers; Biafra se opone a Levi's debido a lo que él cree que son sus prácticas comerciales injustas y su trabajo en fábricas clandestinas. Biafra perdió la demanda y, como propietario de Alternative Tentacles, se le ordenó pagar 200.000 dólares en daños y perjuicios a los demás miembros de la banda.

## Posicionamiento en listas
| Listas (1980)                      | Posición más alta |
| ---------------------------------- | ----------------- |
| UK Indie (Official Charts Company) | 2                 |